# Všechovice (zámek)
Zámek Všechovice je zámek v obci Všechovice v okrese Přerov z počátku 17. století, který byl postaven na místě středověké tvrze ze 14. století. Zámek je chráněn jako kulturní památka.

### Externí odkazy

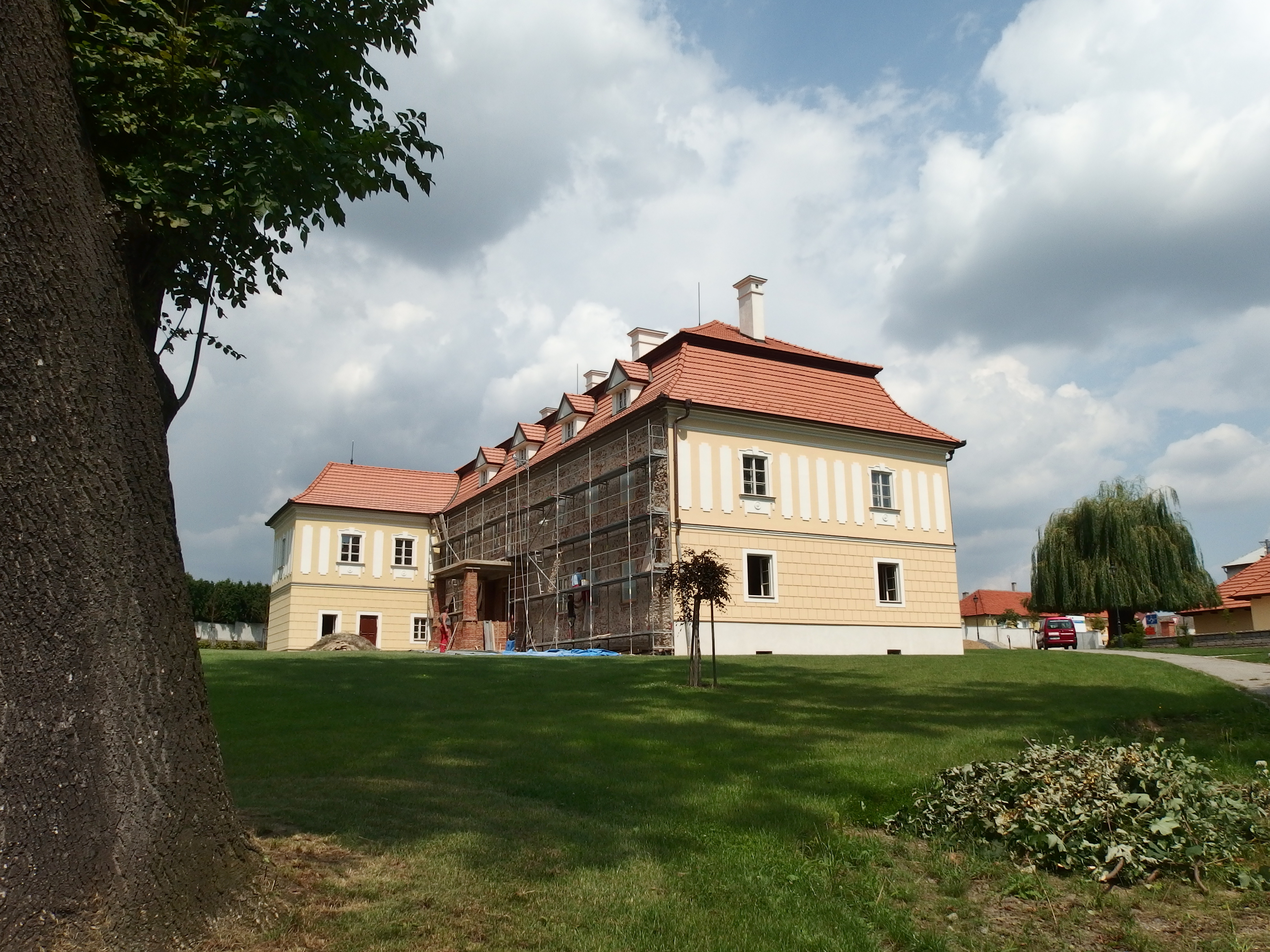
Pohled na zámek z parku

## Historie
Ve Všechovicích se od 14. století připomíná tvrz, kterou roku 1583 zakoupil Jan starší Želecký z Počenic. Jan starší Želecký z Počenic nechal kolem roku 1600 na místě středověké tvrze vystavět nový zámek. Želečtí také u zámku založili park a v roce 1770 k zámku přistavěli nové, barokní křídlo. Do dnešní podoby byl zámek upraven kolem roku 1808. Po roce 1945 získala všechovický zámek obec, která v něm zřídila základní školu. Po několika letech byla škola přesunuta do nové budovy a zámek začal chátrat. V současnosti zámek vlastní brněnský podnikatel Jaroslav Mikl, který se věnuje jeho rekonstrukci.